# Das Haus David
Das Haus David (Originaltitel: House of David) ist eine achtteilige biblische Miniserie, die 2024 produziert wurde. Sie ist seit dem 27. Februar 2025 auf Prime Video zu sehen. Die ersten drei Folgen wurden am Stück veröffentlicht, danach folgte eine wöchentliche Veröffentlichung. Die Serie basiert auf der Geschichte des israelitischen Königs David aus dem 1. und 2. Buch Samuel. Die Handlung ist in der Zeit um das Jahr 1000 v. Chr. angesiedelt.

## Handlung
David ist ein junger Hirte, der in Betlehem die Schafe seines Vaters Isai hütet. Eines Tages besucht ihn der Prophet Samuel und salbt ihn zum neuen König von Israel. Doch der ungehorsame und dem Wahnsinn verfallende König Saul lebt noch. Gefahr droht den Israeliten auch von ihren Feinden, den Philistern. Ein riesenhafter Soldat der Philister, Goliat, ist es, der das Volk Israels immer wieder verspottet. Nur einer stellt sich ihm in den Weg – der junge David.

## Episodenliste

### Staffel 1
| Nr. (ges.) | Nr. (St.) | Deutscher Titel              | Originaltitel              | Erstveröffentlichung USA | Deutschsprachige Erstveröffentlichung (D/A/CH) | Regie                | Drehbuch                                   |
| --- | --------- | ---------------------------- | -------------------------- | ------------------------ | ---------------------------------------------- | -------------------- | ------------------------------------------ |
| 1 | 1         | Ein Schafhirte und ein König | A Shepherd and a King      | 27. Feb. 2025            | 27. Feb. 2025                                  | Jon Erwin & Jon Gunn | Jon Erwin, N. D. Wilson & Nathan A. Jacobs |
| David, der uneheliche Sohn von Isai und Schafhirte, wird von seinen Brüdern wiederholt verspottet, wegen seiner Mutter aber auch, weil es ihm nicht gelingt, seine Schafe gegen einen Löwen zu verteidigen. Als dieser Löwe Davids Haus und Schwester angreift, verfolgt David ihn zu einer Höhle. Dort stellt er sich ihm zum Kampf und tötet das Tier. Währenddessen erlangen die Israeliten unter Saul einen Sieg gegen die Amalekiter, der älteste Sohn und Thronerbe Jonatan erfährt von einem Überfall eines Grenzdorfes. Dort wurden alle bis auf einen Jungen namens Ruben von einem riesenhaften Wesen abgeschlachtet. Zurück im Heereslager sieht Jonathan, wie sein Vater entgegen der Anweisungen HaSchems, dem Gott der Israeliten, durch Samuel Agag, den König der Amalekiter am Leben lässt und in Ketten legt, außerdem plündert er die Schätze seiner Feinde. Bei der Siegesfeier am Abend erscheint Samuel, und prophezeit dem König, dass auf Grund seiner Verfehlungen die Herrschaft seines Hauses enden wird, und Samuel einen neuen König suchen und salben wird. Außerdem wird wiederholt auf das Zusammentreffen von David mit Goliat hingedeutet. |           |                              |                            |                          |                                                |                      |                                            |
| 2 | 2         | Eine Tiefe ruft die andere   | Deep Calls to Deep         | 27. Feb. 2025            | 27. Feb. 2025                                  | Jon Erwin & Jon Gunn | Jon Erwin, Jon Gunn & N.D. Wilson          |
| Die Folge beginnt mit einer Rückblende von David als junges Kind und seiner Mutter. Beide erfahren viel Anfeindung von den Personen in ihrem Umfeld. Seine Mutter versucht ihn zu beschützen, auch als ein Löwe ihn angreifen möchte. Sie wird verletzt und unterliegt später ihren Wunden. Isai schickt David fort, um die Schafe zu hüten, da er zum Trauern um seine Frau alleine sein möchte. Joab, der Neffe Davids kehrt gemeinsam mit Merab und Michal in sein Heimatdorf zurück, um der Hochzeit von Rachel und Jakob beizuwohnen. Dort begegnen sich David und Michal das erste Mal. Am nächsten Morgen, beim Training mit der Schleuder, äußert David den Wunsch, ein Krieger des Königs zu werden. Seine Brüder nehmen ihn nicht ernst, und wollen sich nicht gegen den Willen ihres Vaters stellen. Eliab führt ihn in das zerstörte Grenzdorf, um ihn mit der Realität des Krieges zu konfrontieren. Dort treffen sie auf eine Gruppe Philister und können nur knapp einem Hinterhalt entfliehen, wobei David die meiste Zeit reglos und unter Schock daneben steht. Auf der Flucht wird Eliab von einem Bogenschützen angeschossen und David stütz seinen schwer verletzten Bruder auf der weiteren Flucht. Saul berichtet seiner Frau von der Prophezeiung, dass Samuel einen neuen König salben möchte, und befiehl seinem Herrführer Abner, ihn zu verfolgen und ihm den neuen König zu bringen. Mit seinem Sohn Jonatan streitet er während eines Trainingkampfes über die Rolle und Bedeutung von Samuel, wird aber zunehmend aggressiver und verwirrter. Während des Traumwandels äußert er Mordphantasien gegen Samuel und greift seinen Sohn mit einem Schwert an, kann aber entwaffnet und geweckt werden bevor Schlimmeres passiert. |           |                              |                            |                          |                                                |                      |                                            |
| 3 | 3         | Die Salbung                  | The Anointing              | 27. Feb. 2025            | 27. Feb. 2025                                  | Alexandra La Roche   | Jon Erwin & Bekah Hubbell                  |
| Von schlimmen Alpträumen geblendet, tötet Saul einen Bediensteten, welchen er für den Propheten Samuel hielt, der ihm seiner Krone berauben möchte. Sein Wahnsinn nimmt immer mehr zu, was bei seiner Familie zu Uneinigkeiten führt. Seine Söhne diskutieren, über den Tod des Bediensteten. Währenddessen versucht seine Frau die Mutter des verstorbenen mit Lügen zu vertrösten, und sucht Hilfe beim Brechen des Fluches bei einer Baalpriesterin, und wendet sich damit mehr von Gott ab. Doëg, von Abner beauftragt, beginnt mit der Suche nach Samuel und findet Silas, seinen Lehrling. Unter Androhung von Folter gibt dieser preis, dass Samuel nach Hebron möchte. Trotzdem tötet Doëg Silas. Von David zurück in sein Haus gebracht, wird Eliab seine Wunde ausgebrannt, wodurch er überlebt. Ihr Vater Isai sieht allerdings erneut die Schuld alleine bei David. Samuel befindet sich im Zwiespalt über den Auftrag Gottes, er sieht darin einen Verrat am König. Er erkennt aber, dass Gottes Willen wichtiger ist als die menschliche Ehre, weshalb er Isai aufsucht, um gemeinsam mit seinen Söhnen zu opfern, und unter ihnen den neuen König zu suchen. Doch Isai präsentiert ihm alle Söhne außer David. Samuel erkennt es und verlangt nach dem jüngsten und unehelichen Sohn. In ihm erkennt er den Auserwählten Gottes, und salbt ihn zum König von Israels. Achisch, der Prinz der Philister sucht im Tal der Riesen Orpa, die Mutter der Riesen auf. Er plant ein Bündnis auszuhandeln, mit dem Ausblick auf Rache an den Israeliten. Dort trifft er auf den Riesen Goliat. |           |                              |                            |                          |                                                |                      |                                            |
| 4 | 4         | Das Lied von Mose            | The Song of Moses          | 6. März 2025             | 6. März 2025                                   | Alexandra La Roche   | Jon Erwin & Bekah Hubbell                  |
| Während David sich mit Samuel unterhält, um seine Berufung zum König von Israel zu verstehen und akzeptieren, befürchten sein Vater und sein Bruder, dass Davids Leben in Gefahr ist, falls Saul von seiner Salbung erfährt. Sie planen, die Geschehnisse zu verschweigen und zu vergessen. Doch David wird durch Joab an den Hof von Saul geladen und bricht gemeinsam mit Eliab auf. Am Königshof stellt sich heraus, dass Königin Abinoam auf Wunsch ihrer Tochter Michal David wegen seiner Musik hat rufen lassen, in der Hoffnung, dass der König dadurch Linderung seiner Qualen erfährt. Sie sieht in ihm allerdings keine weitere Gefahr. Bei seinem ersten Auftritt im Thronsaal trifft David auf Michal. Diese treffen sich daraufhin öfters heimlich nachts, um die Tora zu lesen, wobei sich im Verlauf ihrer Begegnungen eine romantische Spannung entwickelt. David vertont einen Teil der Tora namens Das Lied Moses. Jair, der Älteste vom Stamme Dan stellt Saul zur Rede, weil Esch-Baal seine Tochter Dina geschändet haben soll. Als Wiedergutmachung soll dieser Dina heiraten, wie es im Gesetz des Mose geschrieben steht. Das bereits schwierige Klima in der Königsfamilie wird dadurch weiter getrübt. Abinoam kann die Situation entschärfen, und beschließt, sich ebenfalls auf das Gesetz berufend die Verbannung ihres Sohnes nach En Dor. Auf dem Weg ins Exil wird sein Wagen angegriffen und Esch-Baal entführt. Abner beauftragt Joab und Eliab nach dem Usurpator im Stamme Juda zu suchen, und sich damit gegen ihr eigenes Volk zu stellen. Gemeinsam mit Jonathan brechen sie zu einem angegriffenen Grenzdorf auf. Samuel entdeckt die Leiche seines Gehilfen Silas und flieht gemeinsam mit Hila vor den Handlangern Sauls. |           |                              |                            |                          |                                                |                      |                                            |
| 5 | 5         | Der Wolf und der Löwe        | The Wolf and the Lion      | 13. März 2025            | 13. März 2025                                  | Michael Nankin       | Jon Erwin & Laura Kenar                    |
| David trifft sich wiederholt heimlich mit Michal, welche ihm das Lesen lehrt. Sie werden von Königin Abinoam erwischt, zudem von Höflingen beobachtet. Abinoam möchte den beiden den Umgang verbieten und offenbart ihrer Tochter, dass es sich bei ihm um einen unehelichen Sohn, einen Bastard handelt. Joab, der die beiden ebenfalls beobachtet hat, droht David, ihn zu ermorden, wenn dieser nicht schwört, sich nicht mehr mit Michal zu treffen. David, im Vertrauen auf seine Bestimmung Gottes, bietet ihm die Stirn. Um ihre Position gegenüber Juda zu stärken, plant Abner mit Abinoam eine große Feierlichkeit zur Demonstration ihrer Macht. Dort bietet Saul seine Tochter Michal zur Hochzeit mit einem der Söhne Adriels, dem Anführer des Stammes Juda an. David, der während des Fest musiziert, möchte Michal seine Liebe gestehen und ihr die Wahrheit über die Salbung mitteilen, allerdings kann sein Bruder Eliab ihn davon abhalten. Während des Festes schleicht sich die Königstochter Merab mit Jordan, einem der Söhne Adriels davon, was ihr Vater beobachtet. Daraufhin gibt dieser überraschend bekannt, dass nicht Michal, sondern Merab und Jordan heiraten werden. Allerdings wird er im späteren Verlauf des Festes von Visionen vom Verrat Judas, dem Löwen gegen ihn. Er konfrontiert Adriel mit dem Vorwurf, er wolle ihm den Thron rauben, und sagt die Hochzeit auf dramatische Weise ab. Er wirft Adriel und seine Söhne aus dem Palast. Die Königin trifft sich erneut mit einer Baalpriesterin, und beschließt, das Gesetz ohne die Zustimmung des Königs zu ändern, und dunkle Magie und Zauberei als Mittel für seine Genesung zuzulassen. David und Saul unterhalten sich nachts über die Herrschaft Saul, und David bestätigt ihm, dass nur ein gesalbter Gottes auf dem Thron sitzen soll. Als Saul den Thronsaal verlässt, nimmt David auf seinem Sitz Platz, und wird dabei von Michal beobachtet. |           |                              |                            |                          |                                                |                      |                                            |
| 6 | 6         | Das Erwachen der Riesen      | Giants Awakened            | 20. März 2025            | 20. März 2025                                  | Michael Nankin       | Jon Erwin & Jonathan Walker                |
| Nach wochenlanger Reise gelangt Goliat zu Aschil, dem König von Gal, wo sich die Völker der Philister gegen die Israeliten vereinen. Die Mutter der Riesen knüpft ihre Unterstützung an die Bedingung, das Aschil seinen Herrschaftsanspruch an Goliat abtritt. Doch dieser lehnt das Angebot und damit die Hilfe der Riesen ab. Später wird die Mutter in einem Attentat umgebracht, welches dem Hause Saul in die Schuhe geschoben wird. Daraufhin schwört Goliat Rache gegen Israel und Aschil seien Treue. Am Hofe Sauls offenbart Michal ihrer Schwester ihre Unsicherheit über David und ihre Liebe zu ihm. Später konfrontiert sie David mit ihrem Wissen über seine Herkunft, und schlägt Davids Vorschlag nach einer gemeinsamen Flucht aus, gesteht ihm allerdings beim Abschied ihre Liebe. Daraufhin verlässt David den Hof und kehrt zu seinem Vater nach Hause zurück. Saul bereitet sich auf den Krieg gegen die Philister vor, zeigt aber deutliche Zeichen von Unsicherheit und zunehmendem Wahnsinn. Seine Ehefrau, Königin Abinoam, nimmt erneut Hilfe von der Baal-Priesterin in Anspruch, um ihm zu helfen. Während des Blutrituals stürmt Jonathan gemeinsam mit David in das Schlafgemach des Königs. Er wirft die Priesterin aus den Gemächern, welche ihm prophezeit, dass Jonathan niemals König von Israel werden wird, und dass David die Schuld an der ganzen Situation trägt. Daraufhin macht Jonathan sich auf zum Berg Sinai, um Samuel zu suchen. In einer Vision sieht er den Tod seines Vaters auf dem Schlachtfeld. Samuel erklärt ihm, dass Sauls Leiden eine Strafe Gottes dafür ist, das er sich Gott gleich machen wollte. Auf dem Rückweg sieht Jonathan die Heere der Philister, und berichtet den Beratern seines Vaters darüber. Dies nimmt der König zum finalen Auslöser, Krieg auszurufen. |           |                              |                            |                          |                                                |                      |                                            |
| 7 | 7         | David und Goliat – Teil 1    | David and Goliath – Part 1 | 27. März 2025            | 27. März 2025                                  | Jon Erwin & Jon Gunn | Jon Erwin & Jon Gunn                       |
| Isai schickt fast alle seine Söhne in den Krieg gegen die Philister, auch David besteht darauf, gesandt zu werden, aber der Vater weigert sich aus Furcht um David. In der Zwischenzeit besucht Samuel das Haus Isai, um gemeinsam Opfer zu bringen. David teilt Samuel eine seiner Visionen, in welchem er einen großen Krieger an einem traumhaft schönen Ort entdeckt. Samuel erklärt, dass dies bereits durch Josua im gleichnamigen Buch erwähnt wurde, und das Gott David eine große Rolle in seinem Plan vorsieht. Später spricht Samuel Isai ins Gewissen, dass er seinen Sohn David Gott hergeben soll, also auch ihn in den Krieg schicken soll. Durch die Ansprache überzeugt bereitet er alles für den Aufbruch Davids vor. Er offenbart ihm, das die letzten Worte seiner Mutter anders als immer behauptet lauteten “Lass ihn emporsteigen”, und dass er ihn aus Liebe und nicht aus Scham oder Angst schützte und bei sich behielt. So sendet er ihn aus in das Feldlager der Israeliten. Auf beiden Seiten bereiten sich die Armeen für die Schlacht vor. Im Lager der Israeliten wird vergeblich darauf gehofft, dass Samuel kommt um das Herr zu segnen. Die Philister, welche ihre Stämme vereint haben und somit deutlich in der Überzahl sind, wollen den Mut ihres Gegners brechen, indem sie ihnen den riesenhaften Krieger Goliat präsentieren. Goliat fordert Saul heraus, sich ihm gegenüberzustellen, oder alternativ den stärksten Krieger zu schicken. Dieses eine Duell soll über den Ausgang der Schlacht entscheiden. Saul wird erneut von dunklen Visionen geplagt. In seinem Wahn verspricht er dem Kämpfer, der sich Goliat gegenüberstellt die Hand seiner Tochter. Der Riese Goliath wiederholt seine Herausforderung täglich, doch niemand bringt den Mut auf, sich ihm zu stellen. Während die Armeen sich abwartend gegenüber stehen, regt sich Unzufriedenheit bei den Stämmen Israels, vor allem über ihre Taktik, die Herausforderung Goliats und den Zustand des Königs. Daher plant Jonathan einen nächtlichen Überfall mit einer Gruppe von nicht israelitischen Söldnern, um Goliat zu ermorden und die Schlacht zu beenden. Die Geschehnisse von der Schlacht, allen voran der sich stark verschlechtere Zustand des Königs erreicht seine Frau und seine Töchter. Die Mutter gibt in ihrer Frustration die Hoffnung in HaSchem, ihren Gott auf. Michal beschließt, ihren Vater zu unterstützen und zum Schlachtfeld zu reiten. Ihre Schwester Merab versucht sie erst, davon abzubringen, schließt sich ihr dann allerdings an. |           |                              |                            |                          |                                                |                      |                                            |
| 8 | 8         | David und Goliat – Teil 2    | David and Goliath – Part 2 | 3. Apr. 2025             | 3. Apr. 2025                                   | Jon Erwin & Jon Gunn | Nathan A. Jacobs                           |
| Jonathan erreicht mit den Söldnern das Lager der Philister bei Nacht, gerät allerdings in einen Hinterhalt, und wir von Aschisch gefangen genommen. Nachdem dieser vor Jonathans Augen einen vernichtenden Angriff auf den auf der Flucht vor der Schlacht befindlichen Stamm Sebulon verübt, setzt er Jonathan ein erneutes Ultimatum und zeigt ihm auf, dass ein Duell mit Goliat oder eine Kapitulation seine besten Chancen sind. Michal und Merab erreichen das Lager der Israeliten, und kurz darauf trifft auch David ein. Der Hirte ist verwundert über Goliats Verhöhnung Gottes, und die Untätigkeit der Krieger. Unter dem Gelächter der anderen, aber sich selbst berufend auf die Größe seines Gottes, bietet er sich unmittelbar als Recke an. Der König ist von Davids Zuversicht und Mut überzeugt und erwählt ihn als Kämpfer, was bei seinen Beratern und den Anführern der Stämme zu noch mehr Unmut und Zweifel am König und seinem Urteilsvermögen führt. Doch Saul vertraut David und verteidigt seine Entscheidung bis zum Schluss. Kurz bevor er sich Goliat stellt, trifft David erneut auf Michal, welche ihm einen Ausspruch Josuas sowie einen leidenschaftlichen Kuss schenkt, um ihm Mut für den Kampf zuzusprechen. Auch trifft er auf Jonathan, welcher erkennt, das David der durch Samuel neu gesalbte König ist. Aber er lässt ihn ziehen, und sieht in ihm die Hoffnung für Israel. David stellt sich, im Vertrauen darauf, dass Gott mit ihm ist, Goliat entgegen. Goliat sieht in David keine Herausforderung und verhöhnt ihn nur. Doch dieser stürmt auf Goliat zu und kann seinen ersten beiden Speerwürfen ausweichen. Der dritte streift ihn an der Seite und wirft ihn zu Boden. Zur Überraschung Goliats greift David einen am Boden liegenden Stein, erhebt sich und stürmt erneut auf seinen Gegner zu. Dem nächsten Speer kann er erneut ausweichen, und in derselben Bewegung schleudert er den Stein auf Goliat, wodurch dieser tödlich am Kopf verletzt wird. Der Riese bricht tot zusammen, und David enthauptet den Leichnam mit Goliaths eigenem Schwert. Von neuem Mut beseelt, greift Israel die Philister an. Königin Abinoam wird von Esch-Baal besucht, welchen sie bereits für tot hielt. Er lässt sich zum neuen König Israels salben, um sicherzustellen, dass bei einer vermeintlichen Niederlage Sauls die Thronfolge von der Familie bestritten wird. |           |                              |                            |                          |                                                |                      |                                            |

## Besetzung
| Rollenname      | Darsteller                                   | Folgen                             | deutsche Synchronisation | Bemerkung                             |
| --------------- | -------------------------------------------- | ---------------------------------- | ------------------------ | ------------------------------------- |
| David           | Michael Iskander Raphael Korniets (als Kind) | 1.01–1.08                          | Malte Wetzel             | Hirtenjunge, späterer König Israels   |
| König Saul      | Ali Suliman                                  | 1.01–1.08                          | Thomas Wenke             | König von Israel                      |
| Samuel          | Stephen Lang                                 | 1.01, 1.03–1.04, 1.06–1.08         | Hans Bayer               | Prophet und Vertrauter von Saul       |
| Königin Abinoam | Ayelet Zurer                                 | 1.01–1.08                          | Natascha Geisler         | Ehefrau von Saul                      |
| Jonatan         | Ethan Kai                                    | 1.01–1.08                          | Sebastian Pappenberger   | Sohn von Saul und Thronerbe           |
| Michal          | Indy Lewis                                   | 1.01–1.08                          | Maresa Sedlmeir          | Tochter Sauls                         |
| Merab           | Yali Topol Margalith                         | 1.01–1.08                          | Johanna Neumann          | Tochter Sauls                         |
| Esch-Baal       | Sam Otto                                     | 1.01, 1.03–1.04, 1.08              |                          | Sohn Sauls                            |
| Abner           | Oded Fehr                                    | 1.01–1.08                          | Mike Carl                | Herrführer Sauls                      |
| Eliab           | Davood Ghadami                               | 1.01–1.08                          | Maximilian Laprell       | Bruder Davids                         |
| Isai            | Louis Ferreira                               | 1.01–1.04, 1.06–1.08               | Michael Grimm            | Vater Davids                          |
| Nitzavet        | Siir Tilif                                   | 1.01–1.02, 1.06–1.08 (Rückblenden) |                          | Mutter Davids †                       |
| Joab            | Aury Alby                                    | 1.01–1.02, 1.04–1.08               | Fabian Lichottka         | Neffe Davids und Herrführer Sauls     |
| Silas           | Nimo Hochenberg                              | 1.01, 1.03                         |                          | Lehrling und Gehilfe Samuels          |
| Hila            | Bahia Haifi                                  | 1.03–1.04                          |                          | Ehefrau von Samuel                    |
| Adriel          | Stewart Scudamore                            | 1.01–1.05, 1.07–1.08               |                          | Anführer des Stammes Juda             |
| Besai           | Eden Saban                                   | 1.03, 1.05–1.06, 1.08              |                          | Baalpriesterin                        |
| Goliat          | Martyn Ford                                  | 1.01, 1.03, 1.06–1.08              | Dustin Peters            | riesenhafter Krieger der Philister    |
| Achisch         | Alexander Uloom                              | 1.01–1.03, 1.06–1.08               |                          | König von Gal und Prinz der Philister |
| König Agag      | Jeremy Xido                                  | 1.01, 1.05–1.06, 1.08 (Traum)      |                          | Hexenkönig der Amalekiter             |

## Hintergrundinformationen
Die Dreharbeiten zur Serie fanden 2024 in Griechenland und Culver City, Kalifornien statt.
Während in der ersten Staffel das Leben des jungen David erzählt wird, soll in einer geplanten zweiten Staffel Davids Weg als König von Israel thematisiert werden.

## Rezensionen
Die Serie wurde sowohl von Kritikern als auch vom Publikum größtenteils positiv aufgenommen, in der ersten Woche nach der Veröffentlichung lag sie auf Platz 4 der Amazon-Charts. Außerdem wurde der Look der Serie mit der Der-Herr-der-Ringe-Serie Die Ringe der Macht verglichen.
Auf Rotten Tomatoes erhielt der Film eine 71 % Kritikerwertung und eine 90 % Zuschauerwertung und auf IMDb wird die Serien durchschnittlich mit 7,2/10 Punkten bewertet (Stand 5. April 2025).